# Johnny Russell
Johnny Russell (Glasgow, 8 aprile 1990) è un calciatore scozzese, attaccante del Real Salt Lake.

## Caratteristiche tecniche
Punta centrale, Russell può giocare sia come seconda punta sia come ala destra.